# Vítor Moreno
Vítor Manuel Borges Moreno (Lisbona, 29 novembre 1980) è un ex calciatore portoghese naturalizzato capoverdiano, di ruolo difensore.

## Palmarès

### Club

#### Competizioni nazionali
- Segunda Liga: 1

Estoril Praia: 2011-2012